# Кім Ґласс
Кім Ґласс  (англ. Kim Glass, 18 серпня 1984) — американська волейболістка, олімпійська медалістка.

## Виступи на Олімпіадах
| Олімпіада   | Дисципліна | Місце |
| ----------- | ---------- | ----- |
| Лондон 2012 | волейбол   | 2     |